# هشت بزرگ حزب کمونیست چین
هشت مقام رسمی برجسته‌ی بزرگ یا، به‌اختصار، هشت بزرگ، گروهی از اعضای سال‌خورده‌ی حزب کمونیست چین بودند، که قدرت عمده را در طول دهه‌ی ۱۹۸۰ و ۹۰ در جمهوری خلق چین برعهده داشتند. در جهان انگلیسی‌زبان، این مردان معمولاً هشت جاودان نامیده می‌شوند، که اشاره‌ای به خدایان تائوئیسم است که به همین نام خوانده می‌شوند.